# Língua minoritária
Idiomas minoritários muitas vezes são línguas faladas por uma minoria étnica de uma certa região, mas nem sempre. Outros motivos ou situações sócio-políticas, históricas, religiosas, também resultar na existência de falares minoritários. 
Os idiomas minoritários encontrados em uma região podem, basicamente, ser divididos em dois grandes grupos, os autóctones e os alóctones.
No entanto, é preciso ressaltar que idiomas autóctones ou alóctones nem sempre são idiomas minoritários. Por exemplo, o idioma português, tecnicamente um idioma alóctone ou introduzido de fora, do estrangeiro, ao território brasileiro, é a língua falada pela vasta maioria dos brasileiros e brasileiras da atualidade.

## Idiomas autóctones
Os principais idiomas minoritários são aqueles classificados como línguas autóctones ou nativas. Entre elas encontram-se algumas línguas já extintas e outras mais sob o sério perigo de um eterno desaparecimento. Entre as línguas nativas vivas ainda sendo praticadas no estado brasileiro de Rondônia estão línguas do grupo Macro-Gê, línguas como o Gavião, o Suruí de Rondônia, etc. Em Portugal há uma língua minoritária nativa no Nordeste; o mirandês. Idiomas construídos podem fazer parte deste grupo de línguas.
A língua indígena do Brasil que possui o maior número de falantes é o caingange, falado no sul do país.

## Idiomas alóctones
Línguas alóctones, também chamadas de línguas de imigração, são os idiomas externos introduzidos em uma região.
Entre as novas línguas minoritárias ou idiomas de imigrantes em Rondônia está o Pomerano germânico, falado pelos migrantes capixabas (nome dado especialmente às pessoas naturais do estado do Espírito Santo), originários das antigas colônias alemãs daquele estado. Com a entrada dos pomeranos em fins da década de 1960 o Luteranismo também passou a fazer parte do espectro de crenças e religiões sendo praticadas neste novo estado da confederação brasileira.
Frequentemente idiomas construídos também fazem parte desta categoria linguística. Por exemplo, a Língua do Pê, o Pig Latin, utilizado também por jovens, mas nos meios culturais anglos, e o dialeto juvenil construído e falado especialmente entre jovens da Alemanha, a língua chamada de Löffelsprache. 